# ستيف كلاين (لاعب كرة قاعدة)
ستيف كلاين (بالإنجليزية: Steve Kline)‏ هو لاعب كرة قاعدة أمريكي، ولد في 6 أكتوبر 1947 في وينتاتشي في الولايات المتحدة، وتوفي في 4 يونيو 2018 في شيلان في الولايات المتحدة بسبب خلل العضو.

## وصلات خارجية
- ستيف كلاين على موقع دوري كرة القاعدة الرئيسي (الإنجليزية)
- ستيف كلاين على موقعبيزبول رفرنس.كوم (الدوري الرئيسي) (الإنجليزية)
- ستيف كلاين على موقعبيزبول رفرنس.كوم (الدوري الثانوي) (الإنجليزية)